# Calocosmus chevrolati
Calocosmus chevrolati är en skalbaggsart som beskrevs av Fisher 1925. Calocosmus chevrolati ingår i släktet Calocosmus och familjen långhorningar.
Artens utbredningsområde är Kuba. Inga underarter finns listade.